# Kapfenberg
Kapfenberg è un comune austriaco di 23 181 abitanti nel distretto di Bruck-Mürzzuschlag, in Stiria. Il 1º gennaio 2015 ha inglobato il precedente comune di Parschlug; ha lo status di città (Stadt).

## Sport
Nel calcio, il club cittadino principale è il Kapfenberger SV, che milita nella Bundesliga austriaca.
Nella Pallacanestro, il club cittadino principale è il Kapfenberg Bulls, che milita nel massimo campionato.